# The Kast Off Kinks
The Kast Off Kinks je kapela složená z bývalých členů The Kinks.

## Členové

### Současní členové
- Dave Clarke: hlavní vokály a sólová kytara
- Jim Rodford: baskytara/zpěv (člen The Kinks 1978-1996)
- Ian Gibbons: klávesy a zpěv (člen The Kinks 1979-1989 and 1992–1996)
- Mick Avory: bicí a perkuse (člen The Kinks 1964-1984)

### Dřívější členové
- John Dalton: baskytara a doprovodné vokály (člen The Kinks 1966, 1969–1976, 1978)
- John Gosling: klávesy a doprovodné vokály (člen The Kinks 1970-1978)

Dalton a Gosling odešli od The Kast Off Kinks v roce 2008.

### Hostující hudebníci
První baskytarista The Kinks Pete Quaife hrál na různých vystoupeních s kapelou do své smrti v roce 2010. Bubeník The Kinks v letech 1984 –to 1996 Bob Henrit také s kapelou vystupoval. Na setkání fanoušků The Kinks v letech 2007, 2008 a 2009, si s The Kast Off Kinks zazpíval několik písní hlavní skladatel a frontman The Kinks Ray Davies.

## Každoroční vystoupení
- setkání fanoušků Kinks Fan Club Konvention, severní Londýn
- Dutch Kinks Preservation Society, Utrecht, Nizozemsko
- Music At The Crossroads Festival, Hook Norton, Anglie